# Stadel (Herrieden)

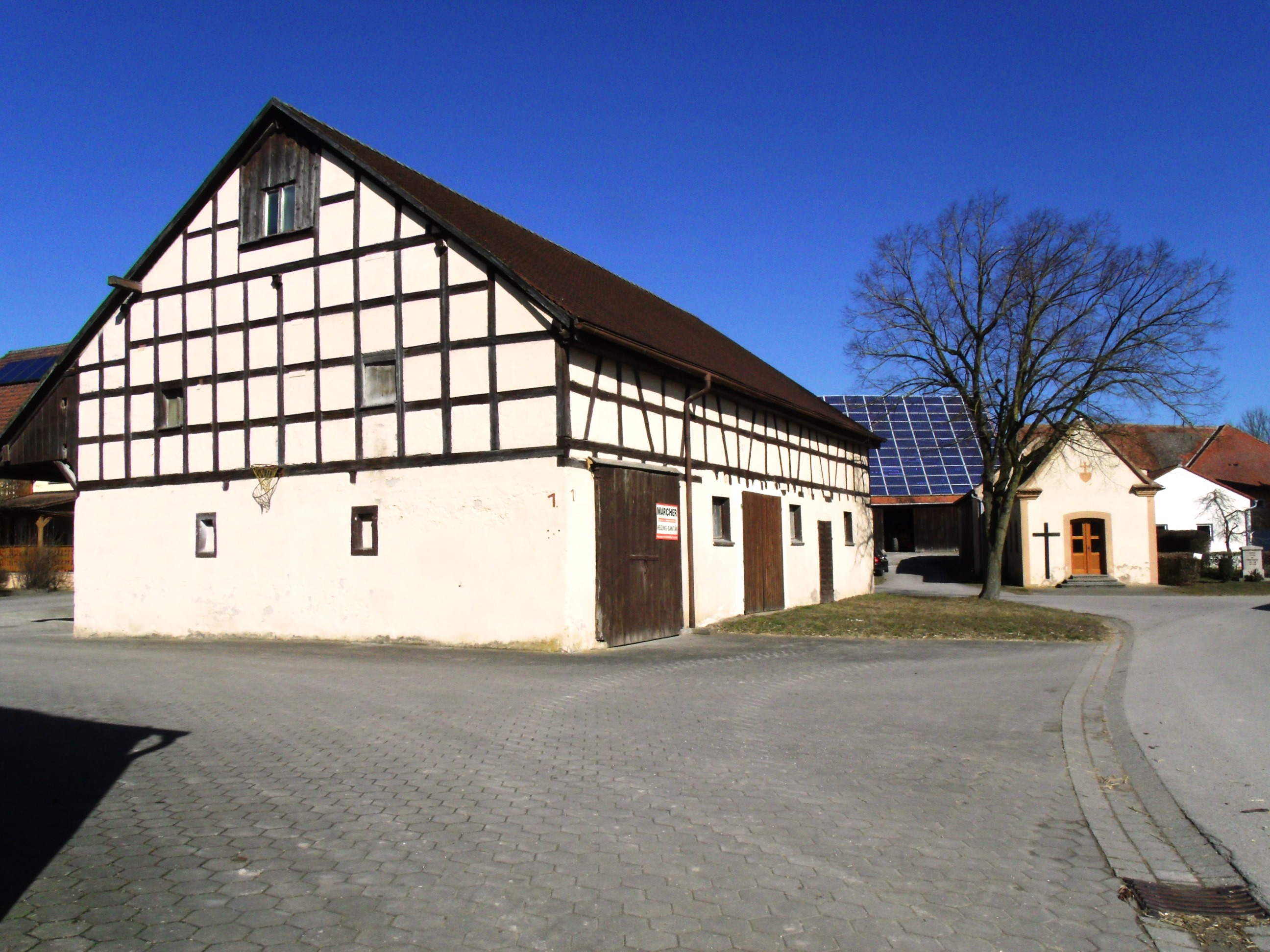
Ortsmitte mit der Kapelle „Unsere Liebe Frau und St. Wendelin“

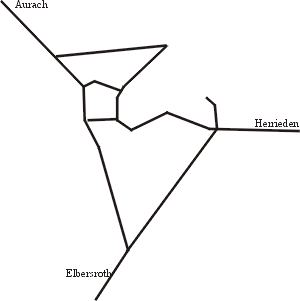
Straßennetz von Stadel

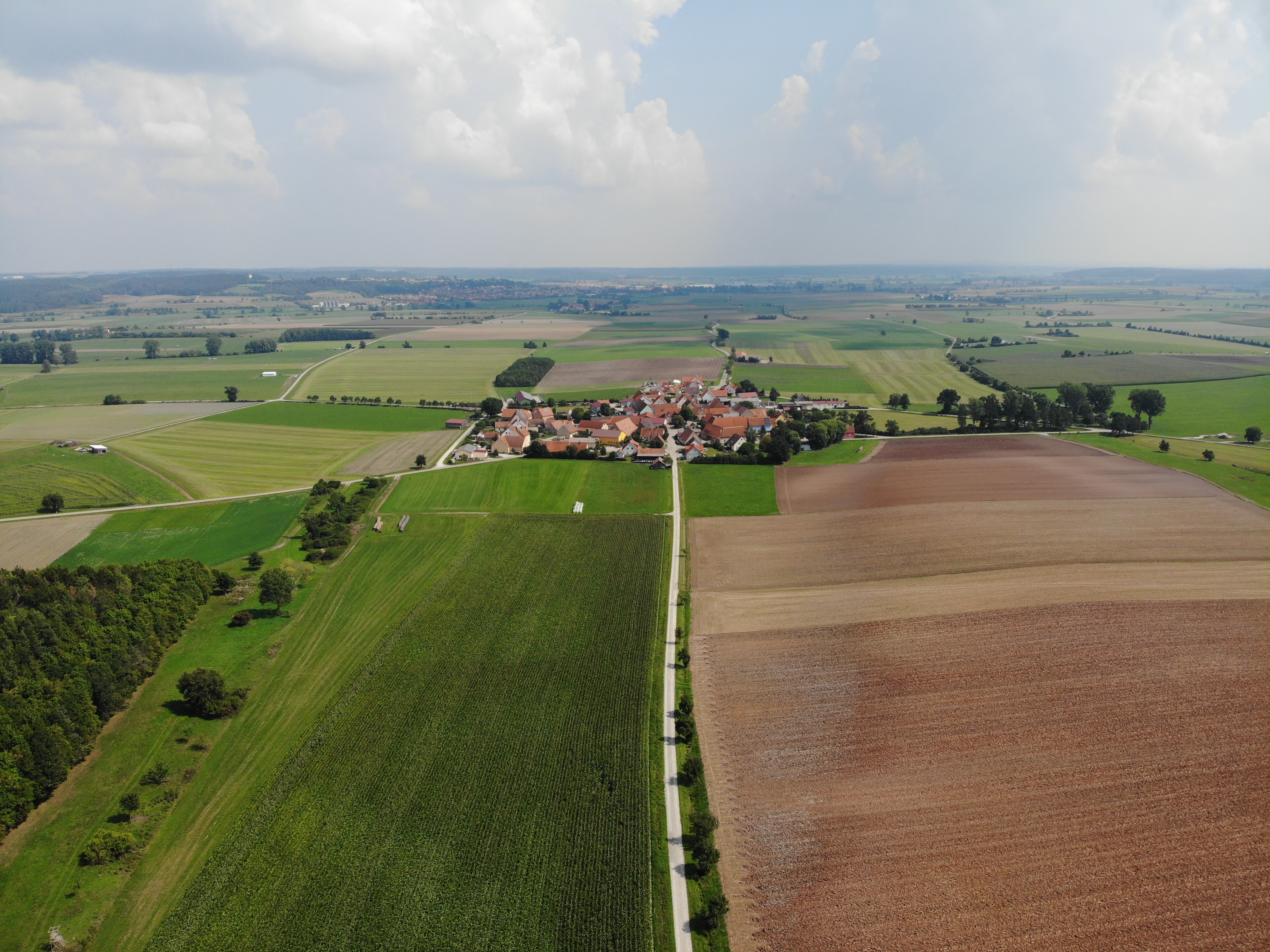
Luftbild von Stadel aus westlicher Richtung.

Stadel ist ein Gemeindeteil der Stadt Herrieden im Landkreis Ansbach (Regierungsbezirk Mittelfranken, Bayern). Die Gemarkung Stadel hat eine Fläche von 4,538 km². Sie ist in 345 Flurstücke aufgeteilt, die eine durchschnittliche Fläche von 13.154,31 m² haben. In ihr liegt neben dem namensgebenden Ort der Gemeindeteil Schönau.

## Geografie
Das Dorf liegt westlich der Altstadt von Herrieden. Im Westen von Stadel schließt sich der Stadler Wald an. Südlich des Ortes fließt der Moosgraben, ein rechter Zufluss der Altmühl. Im Nordosten grenzt das Abfeld an. Gemeindeverbindungsstraßen führen nach Stegbruck (2 km östlich), nach Aurach zur Staatsstraße 1066 (3 km nordwestlich) und nach Elbersroth zur Kreisstraße AN 36 (2,7 km südwestlich). Auf dem Weg nach Stegbruck steht eine Eiche, die als Naturdenkmal ausgezeichnet ist.

## Geschichte
Stadel entstand vermutlich im 8./9. Jahrhundert, als sich Bauern nach und nach um einen gemeinsam genutzten Stadel (= Scheune) ansiedelten. Das älteste Salbuch des Kollegiatstiftes Herrieden von 1288 bezeichnete Stadel als eines von neun Stiftsämtern; der Amtmannshof bezog Nutzungen von Höfen und Gütern in Elbersroth, Gimpertshausen, Gräfenbuch, Schönau, Stadel und Stegbruck. Amt und Hof gingen im 15. Jahrhundert ebenso wie Güter derer von Lentersheim in Stadel an den bischöflichen Stuhl von Eichstätt über, der den Hof zu Lehen gab. Gegen Ende des Alten Reiches, 1802, gab es in dem Dorf 14 Haushalte, die sämtlich dem eichstättischen Oberamt Wahrberg-Herrieden untertan und nach Herrieden eingepfarrt waren.
1806 kam Stadel ans Königreich Bayern. Mit dem Gemeindeedikt (frühes 19. Jahrhundert) wurde Stadel dem Steuerdistrikt Aurach zugewiesen. Infolge des Gemeindeedikts von 1818 bildete Stadel mit dem Weiler Schönau eine Ruralgemeinde. Sie war in Verwaltung und Gerichtsbarkeit dem Landgericht Herrieden und in der Finanzverwaltung dem Rentamt Herrieden zugeordnet (1919 in Finanzamt Herrieden umbenannt). Ab 1862 gehörte Stadel zum Bezirksamt Feuchtwangen (1939 in Landkreis Feuchtwangen umbenannt) und seit 1929 zum Finanzamt Ansbach. In der Gerichtsbarkeit blieb das Landgericht Herrieden zuständig (1879 in Amtsgericht Herrieden umbenannt), seit 1931 ist es das Amtsgericht Ansbach. Die Gemeinde hatte 1964 eine Gebietsfläche von 4,550 km².
Um 1950 gab es im Dorf Stadel 15 landwirtschaftliche Anwesen. Im Zuge der Gebietsreform in Bayern ließ sich die Gemeinde Stadel am 1. Juli 1971 nach Herrieden im Landkreis Ansbach eingemeinden.
Mehrere große Fachwerkscheunen bestimmen noch heute das Ortsbild.

### Baudenkmäler
In Stadel gibt es elf Baudenkmäler:
- katholische Ortskapelle Unsere Liebe Frau und St. Wendelin, Saalraum, massiver Satteldachbau, 1727 anstelle einer im Dreißigjährigen Krieg zerstörten Vorgängerkapelle errichtet, mit Dachreiter von 1948; mit Altarbildern und Kreuzwegstationen des frühen 19. Jahrhunderts[14]
- Kirchenwegfeld: Golgathagruppe, um 1910; im Kreuzfeld nordöstlich des Ortes an der Stelle einer Hinrichtung von 600 Flagellanten im Jahr 1382/83[15]
- Haus Nr. 1: ehemalige Zehntscheune des ehemaligen Amtmannshofes, eingeschossiges Gebäude mit Steildach, massiv, mit Fachwerkgiebel, 18. Jahrhundert, renoviert 1860; Scheune, Satteldachbau mit Fachwerkkniestock und Fachwerkgiebel, erste Hälfte 19. Jahrhundert
- Haus Nr. 2: Scheune, eingeschossiger Satteldachbau, Fachwerk, wohl spätes 18. Jahrhundert
- Haus Nr. 7: Scheune, eingeschossiger Satteldachbau, Fachwerk, wohl um 1800
- Haus Nr. 9: Scheune, eingeschossiges Gebäude mit Steildach, Fachwerk, wohl um 1800, verändert
- Haus Nr. 10: Scheune, eingeschossiges Gebäude mit Steildach, Fachwerk, 18./19. Jahrhundert
- Haus Nr. 14: Stattliche Fachwerkscheune, Walmdach, um 1800
- Rothfeld: Grenzstein, Wappenrelief mit Ansbacher und Eichstätter Wappen, um 1600; 700 Meter südöstlich am Waldrand
- von Stadel nach Stegbruck: Kriegerdenkmal, in Bildstockform mit Kreuzigungsrelief, 1914/18, nach 1944; am Ortsausgang Richtung Stegbruck
- von Stadel nach Stegbruck: Grenzbaum, seit 17. Jahrhundert Grenzzeichen zwischen Gemarkung Stadel und Heuberg, mit Gusseisenkruzifix des 19. Jahrhunderts; 700 Meter außerhalb des Ortes Richtung Stegbruck

### Einwohnerentwicklung
Gemeinde Stadel
| Jahr      | 1818  | 1840   | 1852   | 1855   | 1861   | 1867   | 1871   | 1875   | 1880   | 1885   | 1890   | 1895   | 1900   | 1905   | 1910   | 1919   | 1925   | 1933   | 1939   | 1946   | 1950   | 1952   | 1961  | 1970   |
| Einwohner | 162   | 142    | 144    | 155    | 156    | 147    | 146    | 138    | 149    | 140    | 135    | 151    | 141    | 155    | 142    | 120    | 116    | 119    | 135    | 181    | 165    | 125    | 99    | 119    |
| Häuser    | 27    | 31     |        |        |        |        | 27     |        |        | 26     | 28     |        | 23     |        |        |        | 19     |        |        |        | 24     |        | 22    |        |
| Quelle    | [ 7 ] | [ 17 ] | [ 18 ] | [ 18 ] | [ 19 ] | [ 20 ] | [ 21 ] | [ 22 ] | [ 23 ] | [ 24 ] | [ 25 ] | [ 18 ] | [ 26 ] | [ 18 ] | [ 27 ] | [ 18 ] | [ 28 ] | [ 18 ] | [ 18 ] | [ 18 ] | [ 29 ] | [ 18 ] | [ 9 ] | [ 30 ] |

Ort Stadel
| Jahr      | 001818 | 001840 | 001861 | 001871 | 001885 | 001900 | 001925 | 001950 | 001961 | 001970 | 001987 | 002005 |
| Einwohner | 134    | 117    | 129    | 126    | 115    | 122    | 95     | 109    | 69     | 81     | 93     | 117    |
| Häuser    | 22     | 25     |        |        | 21     | 20     | 16     | 17     | 15     |        | 20     |        |
| Quelle    | [ 7 ]  | [ 17 ] | [ 19 ] | [ 21 ] | [ 24 ] | [ 26 ] | [ 28 ] | [ 29 ] | [ 9 ]  | [ 30 ] | [ 31 ] |        |

## Religion
Der Ort ist römisch-katholisch geprägt und bis heute nach St. Vitus und Deocar (Herrieden) gepfarrt. Die Einwohner evangelisch-lutherischer Konfession sind nach Christuskirche (Herrieden) gepfarrt.

## Stadler Wald
Das über 100 Morgen große Waldgebiet, das sich nordwestlich bis südöstlich von Stadeln hinzieht, gab immer wieder Anlass zu rechtlichen Auseinandersetzungen. Um den Wald ranken sich mehrere Sagen und Legenden. Heute ist er im Besitz des Freistaates Bayern. Nutzungsrechte haben die Bauern von Stadel, Schönau und Stegbruck.

## Modellflugplatz
Südöstlich von Stadel befindet sich ein größerer asphaltierter Modellflugplatz, der 1972 eingeweiht wurde.